# Cilla (auriga)
Cilla (in greco antico: Κίλλα?, Kílla) o Cillade è un personaggio della mitologia greca, famoso per essere l'auriga di Pelope.

## Mitologia
Cilla regnava su una parte della Troade regione in cui tra le varie città vi era anche quella  fondata da lui e che portava il suo stesso nome (Cilla).
Rese il servizio di auriga a Pelope e lo accompagnò durante il viaggio dalla Licia al Peloponneso quando doveva affrontare Enomao in una gara di cocchio. Qui durante un attraversamento di un fiume, annegò miseramente.

### Pareri secondari
A volte anche lo stesso Pausania cambia il nome dello stesso auriga chiamandolo in seguito Sfero.